# Micropenis

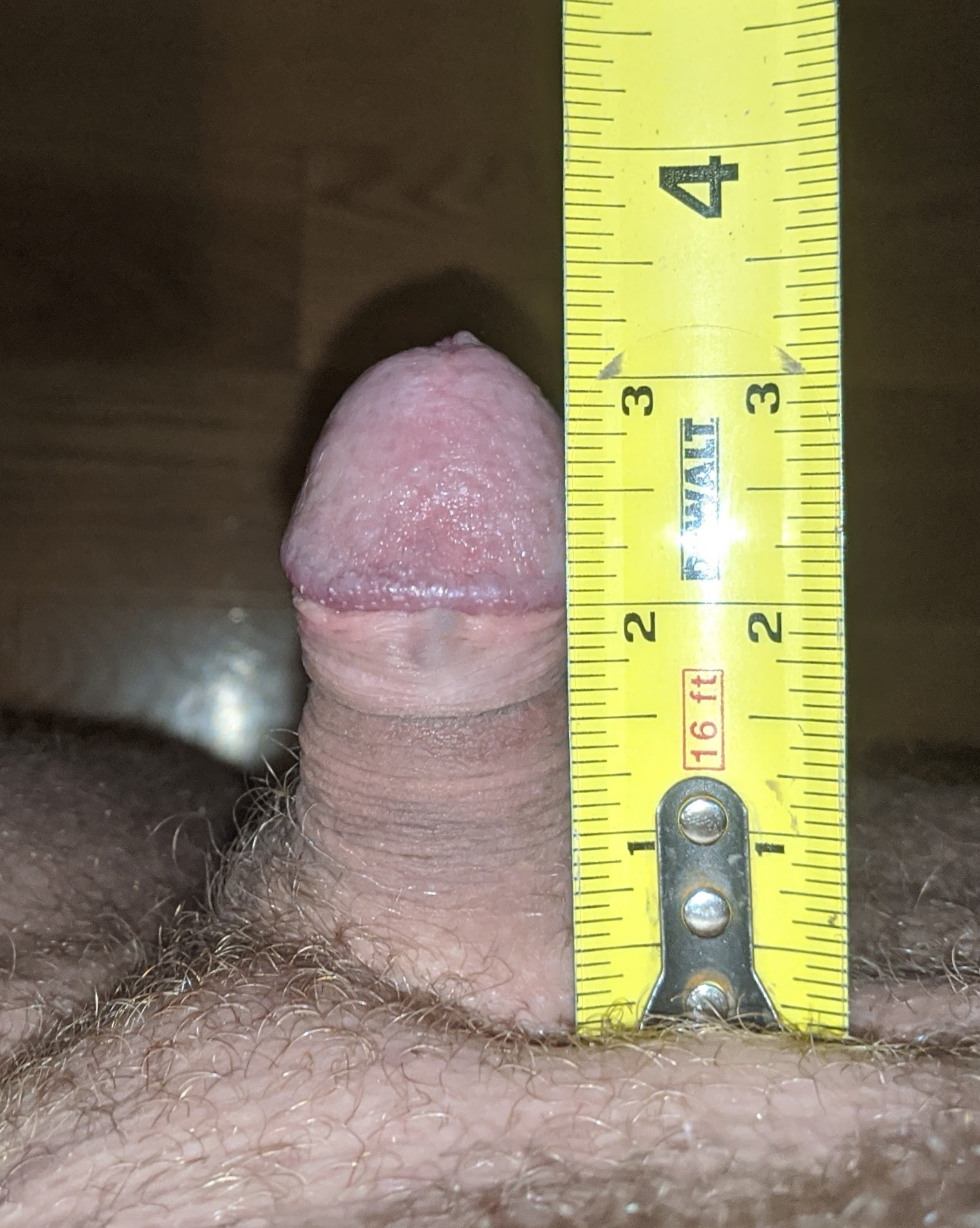
Micropenis erect

Micropenisul (sau microfalusul) este un penis neobișnuit de mic. Un criteriu comun este lungimea dorsală (măsurată pe partea superioară) care este cu cel puțin 2,5 deviații standard sub media dimensiunii penisului pentru vârsta respectivă. Lungimea întinsă a unui micropenis este egală sau mai mică de 1,9 cm la nou-născuții la termen și 9,3 cm la adulți. Afecțiunea este de obicei recunoscută la scurt timp după naștere.
Termenul este utilizat medical în special atunci când restul organelor genitale (scrotul și perineul) sunt normale. Tradițional, „microfalus” descrie un micropenis asociat cu hipospadias. Incidența micropenisului este de aproximativ 1,5 cazuri la 10.000 de nou-născuți de sex masculin în America de Nord.

## Cauze
Dintre afecțiunile anormale asociate cu micropenisul, majoritatea sunt afecțiuni ale producției sau efectului androgen prenatal redus. Printre cauzele posibile se numără: 
- dezvoltarea testiculară anormală (formarea incompletă sau defectuasă a testiculelor în perioada fetală),
- sindromul Klinefelter (afecțiune genetică la bărbați caracterizată printr-un cromozom X suplimentar),
- hipoplazia celulelor Leydig (dezvoltare insuficientă a celulelor testiculare care produc testosteron),
- deficite specifice ale testosteronului sau sintezei dihidrotestosteronului (blocaje în formarea hormonilor),
- sindroame de insensibilitate la androgeni (afecțiuni genetice în care organismul nu răspunde la hormonii sexuali masculini, chiar dacă aceștia sunt produși),
- deficiență de gonadotropine (niveluri scăzute ale hormonilor eliberați de hipofiză, care reglează funcția testiculelor),
- forme de hipogonadism congenital (afecțiuni prezente de la naștere în care testiculele nu produc suficienți hormoni sexuali masculini).

Micropenisul poate apărea și în cadrul unor sindroame genetice care nu implică cromozomi sexuali. Este uneori un semn al deficitului hormonal de creștere congenitală sau al hipopituitarismului congenital. Mai multe gene homeobox afectează dimensiunea penisului și mărimea, fără anomalii hormonale detectabile. În plus, expunerea in utero la unele medicamente de fertilitate pe bază de estrogen, cum ar fi dietilstilbestrol (DES), este legată de anomalii genitale sau un penis mai mic decât normal. 
După evaluarea cauzelor, micropenisul poate fi tratat adesea în perioada de sugar prin injecții hormonale, cum ar fi gonadotropina corionică umană și testosteronul. 
Majoritatea băieților de 8 până la 14 ani menționați ca având micropenis, nu au manifestările de micropenis. Astfel de preocupări sunt de obicei explicate de una dintre următoarele: 
- un penis ascuns în grăsime suprapubică (grăsime suplimentară din jurul muntelui pubian)
- un corp și cadru mare pentru care un penis prepubertal apare pur și simplu prea mic
- pubertatea întârziată cu toate motivele pentru a se aștepta la o creștere viitoare

## Tratament

### Tratamentul hormonal
Creșterea penisului înainte de naștere și în copilărie este influențată în principal de testosteron. De aceea, dacă micropenisul este diagnosticat în perioada de sugar, se prescrie adesea un tratament scurt cu testosteron (de obicei pentru cel mult trei luni). Aceasta determină de regulă o creștere modestă, ceea ce indică un potențial de dezvoltare la pubertate, dar rar atinge dimensiuni normale.
Tratamentul cu testosteron este reluat în adolescență doar la băieții cu hipogonadism. Creșterea penisului se finalizează la sfârșitul pubertății, iar administrarea suplimentară de testosteron la adulții post-pubertari produce puțină sau deloc creștere suplimentară.

### Tratament chirurgical
Deoarece tratamentul hormonal rareori atinge dimensiuni medii, au fost dezvoltate mai multe tehnici chirurgicale similare cu cele utilizate în faloplastie. Totuși, aceste proceduri nu sunt considerate suficient de eficiente pentru a fi utilizate pe scară largă și sunt rareori efectuate în copilărie.